# Asparagus rubricaulis
Asparagus rubricaulis — вид рослин із родини холодкових (Asparagaceae).

## Середовище проживання
Ареал: Індія.